# Armée du Mississippi
Il y a eu trois armées connues sous le nom d'Armée du Mississippi des États confédérés d'Amérique lors de la guerre de Sécession.

## Armée du Mississippi (mars 1862)
Cette armée, connue sous les noms de armée de l'Ouest ou armée du fleuve Mississippi est l'une des plus importantes du front de l'ouest. Elle livre les batailles de Shiloh et de Perryville. Elle est organisée le 5 mars 1862, une partie de l’armée de Pensacola lui a été adjointe le 13 mars.
Elle est renforcée par l’armée du Kentucky central et par l’armée de Louisiane le 29 mars. Elle comptait à cette date 45 000 hommes répartis dans 4 corps d'armée.
Le 20 novembre 1862, la plus grosse partie de cette armée fut renommée armée du Tennessee à la suite de la contre-attaque menée par le général Braxton Bragg en vue de la reconquête du Tennessee et du Kentucky.

### Commandants
| Commandant                         | De                | A                 | Principales batailles et campagnes |
| ---------------------------------- | ----------------- | ----------------- | ---------------------------------- |
| Gen. P.G.T. Beauregard             | 5 mars 1862       | 29 mars 1862      |                                    |
| Gen. Albert Sidney Johnston        | 29 mars 1862      | 6 avril 1862      | Shiloh                             |
| Gen. P.G.T. Beauregard             | 6 avril 1862      | 6 mai 1862        |                                    |
| Gen. Braxton Bragg                 | 6 mai 1862        | 5 juillet 1862    |                                    |
| Maj. Gen. William J. Hardee (temp) | 5 juillet 1862    | 15 août 1862      |                                    |
| Gen. Braxton Bragg                 | 15 août 1862      | 28 septembre 1862 |                                    |
| Lt. Gen. Leonidas Polk (temp)      | 28 septembre 1862 | 7 novembre 1862   | Perryville                         |
| Gen. Braxton Bragg                 | 7 novembre 1862   | 20 novembre 1862  |                                    |

## Armée du Mississippi (décembre 1862)
La deuxième armée connue sous ce nom est celle qui a combattu lors de la campagne de Vicksburg. Elle est créée le 7 décembre 1862 à partir de troupes du Département du Mississippi (faisant partie à l'origine de la première armée du Mississippi) et du Département de Louisiane Orientale.
Elle dut subir le siège de Vicksburg, et se rendit au major général Ulysses S. Grant le 4 juillet 1863.
Elle était composée d'environ 30 000 hommes répartis dans cinq divisions.

### Commandants
| Commandant                     | De               | A                | Principales batailles et campagnes |
| ------------------------------ | ---------------- | ---------------- | ---------------------------------- |
| Lt. Gen. John C. Pemberton     | 7 décembre 1862  | 9 décembre 1862  |                                    |
| Maj. Gen. Earl Van Dorn (temp) | 9 décembre 1862  | 17 décembre 1862 |                                    |
| Lt. Gen. John C. Pemberton     | 17 décembre 1862 | 4 juillet 1863   | Campagnes de Vicksburg             |

## Armée du Mississippi (1863–64)
Sous le commandement du lieutenant général Leonidas Polk, l’armée du Mississippi a pour mission d'empêcher la progression de Sherman à travers le Mississippi. Elle se joint ensuite à l’armée du Tennessee pour défendre Atlanta.
Le 26 juillet 1864 ce qui restait de l’armée du Mississippi est devenue le IIIe Corps de l'armée du Tennessee (mais elle continua à porter son ancien nom) sous les ordres du lieutenant général Alexander P. Stewart.

### Commandants
| Commandant                         | De              | A               | Principales batailles et campagnes |
| ---------------------------------- | --------------- | --------------- | ---------------------------------- |
| Lt. Gen. William J. Hardee         | 30 juillet 1863 | 23 octobre 1863 |                                    |
| Lt. Gen. Leonidas Polk             | 23 octobre 1863 | 14 juin 1864    | Campagne d'Atlanta                 |
| Maj. Gen. William W. Loring (temp) | 14 juin 1864    | 23 juin 1864    |                                    |